# NGC 485
NGC 485 ist eine Spiralgalaxie vom Hubble-Typ Sc im Sternbild Fische auf der Ekliptik. Sie ist schätzungsweise 104 Millionen Lichtjahre von der Milchstraße entfernt und hat einen Durchmesser von etwa 55.000 Lichtjahren. Sie ist Mitglied der sieben Galaxien zählenden NGC 488-Gruppe (LGG 21). 
Das Objekt wurde am 8. Januar 1828 von dem britischen Astronomen John Herschel entdeckt.